# Diogene di Babilonia
Diogene di Babilonia, conosciuto anche come Diogene di Seleucia o Diogene lo Stoico (in greco antico: Διογένης ὁ Βαβυλώνιος?, Dioghénēs ho Babylónios, detto "il Babilonio"; Seleucia al Tigri, 240 a.C. circa – 150 a.C. circa), è stato un filosofo stoico greco antico.

## Biografia
Nato a Seleucia al Tigri presso Babilonia, Diogene visse probabilmente in un periodo compreso tra il 240 a.C. e il 150 a.C.
Fu educato ad Atene sotto la guida di Crisippo e successe a Zenone di Tarso come capo della scuola stoica ateniese. Si ritiene che, anche se non vi sono fonti antiche a sostegno, fosse stato maestro di Cratete di Mallo poiché Diogene era stato scolarca nel II secolo a.C., quando si presume che Cratete avesse frequentato la scuola ad Atene. Ebbe come discepolo Boeto di Sidone.
Il suo pensiero è simile a quello di Crisippo, in particolar modo sulla dialettica, in cui istruì Carneade. In particolare, Diogene prese dal maestro Crisippo l'interesse per l'allegoria come tentativo di razionalizzare la mitologia, e quindi la religione, servendosi anche dell'etimologia come chiave d'interpretazione dei miti.
Con Carneade e Critolao fece parte di un'ambasceria ateniese inviata a Roma nel 155 a.C. per chiedere la remissione di una pesante multa di cinquecento talenti imposta agli ateniesi colpevoli di aver distrutto la città di Oropos. L'ambasceria ebbe successo politico e suscitò grande interesse presso gli intellettuali romani e gli uomini di Stato come Scipione Emiliano, Gaio Lelio Sapiente e Lucio Furio Filo, attirati dall'arte retorica dei greci. Meno accoglienza ebbero le dottrine di cui erano portatori, che apparivano pericolose per la morale tradizionale romana agli occhi dei conservatori come Catone, che convinse il  Senato a rimandare il più rapidamente possibile l'ambasceria in Grecia

## Opere
Diogene fu l'autore di molte opere, delle quali si conoscono solamente i titoli: 
- Διαλεκτικὴ τέχνη - Arte della dialettica.[6]
- Sulla divinazione.[7]
- Sulla dea Atena.[8] In base all'etimologia Diogene, come riferisce il suo discepolo Apollodoro di Atene, in quest'opera sosteneva vi fosse un collegamento tra il colore glauco degli occhi della dea con il nome della civetta (glaux) che la simboleggiava e con il verbo glaussein che vuol dire "contemplare", "osservare" tipico atteggiamento di chi fa filosofia disciplina di cui Atena è tutrice.[9]
- Περὶ τοῦ τῆς ψυχῆς ἡγεμονικοῦ - Sull'egemonia dell'anima.
- Περὶ φωνῆς - Sul linguaggio[10] dove tratta di una teoria linguistica ispirata allo stoicismo secondo il quale esiste un rapporto naturale tra il nome, la voce e l'oggetto.[11]
- Περὶ εὐγενείας - Sulla nobiltà della nascita.[12]
- Περὶ νόμων - Sulle leggi.[13]

Da vari riferimenti presenti negli scritti di Marco Tullio Cicerone si può dedurre che Diogene compose anche altre opere riguardanti vari argomenti, come il dovere, il bene e il piacere.